# György Kovásznai
Dans le nom hongrois Kovásznai György, le nom de famille précède le prénom, mais cet article utilise l’ordre habituel en français György Kovásznai, où le prénom précède le nom.
György Kovásznai (Budapest 15 mai 1934 – Budapest 28 juin 1983), est un peintre et réalisateur hongrois.

## Biographie
Né le 15 mai 1934 à Budapest, il est connu pour avoir réalisé des films-peints. Plus traditionnellement, il peint aussi des tableaux.
Il meurt le 28 juin 1983 à Budapest d'une leucémie.
Une rétrospective lui est consacrée en 2010 à la Galerie nationale hongroise.

## Filmographie
- 1963 : Monológ
- 1964 : Gitáros fiú a régi képtárban
- 1964 : Átváltozások
- 1965 : Tükörképek
- 1965 : Mesék a művészet világából
- 1965 : A fény öröme
- 1966 : A Napló
- 1966 : A gondolat
- 1967 : Reggeltől estig
- 1967 : Hamlet
- 1968 : Ballada
- 1968 : Egy festő naplója
- 1969 : Várakozni jó
- 1969 : Glória Mundi (Bélai Istvánnal)
- 1969 : Házasodik a tücsök
- 1970 : Hullámhosszok
- 1970 : Fény és árnyék
- 1971 : Város a szememen át
- 1971 : Rügyfakadás No. 3369
- 1972 : Kalendárium
- 1972 : Körúti Esték
- 1973 : Ça Ira
- 1974 : A 74-es nyár emléke
- 1976 : Ez volt a divat, tévésorozat
- 1979 : Habfürdő (Bubble Bath/Foam Bath)
- 1982 : Riportré